# Копенхаген
Копенхаген (дан. København, у матерњем изговору Кобенхавн) је главни и најмногољуднији град Данске, са становништвом од око 660.000 у самом граду и 1,4 милиона у ширем подручју. Град се налази на острвима Селанд и Амагер, одвојен од Малмеа, Шведске, мореузом Ересунд. Мост Ересунд повезује два града железницом и друмом.
Првобитно викиншко рибарско село основано у 10. веку у близини данашњег Гамел Странда, Копенхаген је постао главни град Данске почетком 15. века. Од 17. века, постао је регионални центар моћи са својим институцијама, одбраном и оружаним снагама. Током ренесансе, град је био де факто престоница Калмарске уније и седиште монархије, управљајући већином данашње нордијске регије у унији са Шведском и Норвешком којом је владао дански монарх као шеф државе. Град је цветао као културни и економски центар Скандинавије у саставу ове уније више од 120 година, од 15. века до почетка 16. века када је Шведска напустила унију након устанка. После избијања куге и пожара у 18. веку, град је прошао кроз обнову. То је укључивало изградњу престижне четврти Фредериксштаден и оснивање културних институција, укључујући Краљевско позориште и Краљевску академију лепих уметности. После катастрофа почетком 19. века, када је британска Краљевска морнарица напала данско-норвешку флоту и бомбардовала град, обнова током данског Златног доба донела је неокласични изглед архитектури Копенхагена. После Другог светског рата, План прста подстакао је развој становања и предузећа дуж пет урбаних железничких праваца који потичу из центра града.
Од почетка 21. века, Копенхаген је доживео снажан урбани и културни развој, олакшан улагањем у његове институције и инфраструктуру. Град је културни, економски и владин центар Данске; то је један од главних финансијских центара Северне Европе са Копенхагенском берзом. Економија Копенхагена се брзо развијала у услужном сектору, посебно кроз иницијативе у информационим технологијама, фармацеутским производима и чистој технологији. Од завршетка моста Ересунд, Копенхаген се све више интегрисао са шведском покрајином Сканија и њеним највећим градом Малмеом, формирајући регион Ересунд. Са неколико мостова који повезују различите округе, градски пејзаж карактеришу паркови, шеталишта и обале. Копенхагенске знаменитости као што су Тиволи, статуа Мале сирене, Округли торањ, Црква нашег Спаситеља палате Амалиенборг и Кристијансборг, замак Розенборг, Фредерикова црква, Берза и многи музеји попут Нове Карлсберг глиптотеке, ресторани и ноћни клубови су значајне туристичке атракције.
У Копенхагену се налазе Универзитет у Копенхагену, Технички универзитет Данске, Пословна школа у Копенхагену и ИТ универзитет у Копенхагену. Универзитет у Копенхагену, основан 1479. године, најстарији је универзитет у Данској. Копенхаген је дом фудбалских клубова ФК Копенхаген и ФК Брендби. Годишњи Копенхагенски маратон основан је 1980. године. Копенхаген је један од градова на свету најпријатељскијих према бициклистима.
Мовиа је јавна компанија за масовни превоз која опслужује целу источну Данску, осим Борнхолма. Копенхагенски метро, покренут 2002. године, служи централном Копенхагену. Поред тога, Копенхагенски С-воз, Локалтог (приватна железница) и мрежа Обалске линије служе и повезују централни Копенхаген са удаљеним општинама. Са око 2,5 милиона путника месечно, аеродром Копенхаген Каструп је најпрометнији аеродром у нордијским земљама.

## Географија
Копенхаген је део региона Ересунд, који се састоји од Селанда, Лоланд-Фалстера и Борнхолма у Данској и Сканије у Шведској. Налази се на источној обали острва Селанд, делимично на острву Амагер и на неколико природних и вештачких острваца између њих. Копенхаген гледа на Ересунд на истоку, мореуз који раздваја Данску од Шведске и повезује Северно море са Балтичким морем. Шведски град Малме и град Ландскруна леже на шведској страни мореуза директно преко пута Копенхагена. Путем, Копенхаген је удаљен 42 километра северозападно од Малмеа у Шведској, 85 километара североисточно од Нестведа, 164 километра североисточно од Оденсеа, 295 километара источно од Есбјерга и 188 километара југоисточно од Орхуса морем и путем преко полуострва Селандс Оде.
Центар града се налази у области која је првобитно дефинисана старим бедемима, који се и даље називају Фортификацијски прстен (Fæstningsringen) и чувају се као делимични зелени појас око њега. Затим долазе стамбена насеља Естербро, Неребро, Вестербро и Амагербро са краја 19. и почетка 20. века. Периферна подручја Конгенс Енгхаве, Валби, Вигерслев, Ванлесе, Бренсхој, Утерслев и Сундби следила су од 1920. до 1960. године. Она се углавном састоје од стамбених кућа и станова, често обогаћених парковима и зеленилом.
Централно подручје града састоји се од релативно ниског равног тла формираног моренама из последњег леденог доба, док брдовита подручја на северу и западу често достижу 50 м (160 стопа) изнад нивоа мора. Падине Валбија и Бренсхоја достижу висине преко 30 м (98 стопа), подељене долинама које се простиру од североистока ка југозападу. У близини центра налазе се копенхагенска језера Сортедамс Се, Пеблинге Се и Санкт Јергенс Се.
Копенхаген лежи на подземљу кречњака прекривеног кременом, наталоженог у данском периоду пре око 60 до 66 милиона година. Присутан је и нешто зеленог песка из селандијског периода. У овом подручју постоји неколико раседа, од којих је најважнији расед Карлсберг који се простире од северозапада ка југоистоку кроз центар града. Током последњег леденог доба, глечери су еродирали површину остављајући слој морена дебљине до 15 м (49 стопа).
Геолошки, Копенхаген се налази у северном делу Данске где се тло издиже због пост-глацијалног одскока.
Амагер Страндпарк, који је отворен 2005. године, је вештачко острво дужине 2 км, са укупно 4,6 км плажа. Налази се само 15 минута вожње бициклом или неколико минута метроом од центра града. У Клампенборгу, око 10 километара од центра Копенхагена, налази се плажа Белвју. Дугачка је 700 метара и на плажи има спасиоце и тушеве са слатком водом.
Плаже су допуњене системом Harbour Baths дуж копенхагенске обале. Прво и најпопуларније купалиште од њих налази се на Islands Brygge, што у буквалном преводу значи "Исландски кеј", и освојило је међународно признање за свој дизајн.

### Клима
Копенхаген се налази у зони океанске климе (Кепен: Cfb). Подручје је подложно системима ниског притиска из Атлантика који резултирају нестабилним условима током целе године. Осим нешто више падавина од јула до септембра, падавине су умерене. Иако се снежне падавине јављају углавном од краја децембра до почетка марта, такође може бити кише, са просечним температурама око тачке замрзавања.
Јун је најсунчанији месец у години са просеком од око осам сати сунчеве светлости дневно. Јул је најтоплији месец са просечном дневном високом температуром од 21 °C. Насупрот томе, просечан број сунчаних сати је мањи од два дневно у новембру и само један и по дневно од децембра до фебруара. У пролеће, поново се загрева са четири до шест сати сунчеве светлости дневно од марта до маја. Фебруар је најсувљи месец у години. Изузетни временски услови могу донети и до 50 cm снега у Копенхагену у периоду од 24 сата током зимских месеци, док је познато да летње температуре расту до висине од 33 °C (91 °F).
Због северне географске ширине Копенхагена, број дневних сати значајно варира између лета и зиме. На летњу дугодневицу, сунце излази у 04:26 и залази у 21:58, пружајући 17 сати и 32 минута дневне светлости. На зимску краткодневицу, излази у 08:37 и залази у 15:39 са 7 сати и 1 минутом дневне светлости. Стога постоји разлика од 10 сати и 31 минута у дужини дана и ноћи између летње и зимске дугодневице.
| Клима у Копенхагену, Данска (1981–2010 нормале, екстреми 1768–садашњост)                                                             | Клима у Копенхагену, Данска (1981–2010 нормале, екстреми 1768–садашњост) | Клима у Копенхагену, Данска (1981–2010 нормале, екстреми 1768–садашњост) | Клима у Копенхагену, Данска (1981–2010 нормале, екстреми 1768–садашњост) | Клима у Копенхагену, Данска (1981–2010 нормале, екстреми 1768–садашњост) | Клима у Копенхагену, Данска (1981–2010 нормале, екстреми 1768–садашњост) | Клима у Копенхагену, Данска (1981–2010 нормале, екстреми 1768–садашњост) | Клима у Копенхагену, Данска (1981–2010 нормале, екстреми 1768–садашњост) | Клима у Копенхагену, Данска (1981–2010 нормале, екстреми 1768–садашњост) | Клима у Копенхагену, Данска (1981–2010 нормале, екстреми 1768–садашњост) | Клима у Копенхагену, Данска (1981–2010 нормале, екстреми 1768–садашњост) | Клима у Копенхагену, Данска (1981–2010 нормале, екстреми 1768–садашњост) | Клима у Копенхагену, Данска (1981–2010 нормале, екстреми 1768–садашњост) | Клима у Копенхагену, Данска (1981–2010 нормале, екстреми 1768–садашњост) |
| Показатељ \ Месец | .Јан.                                                                    | .Феб.                                                                    | .Мар.                                                                    | .Апр.                                                                    | .Мај.                                                                    | .Јун.                                                                    | .Јул.                                                                    | .Авг.                                                                    | .Сеп.                                                                    | .Окт.                                                                    | .Нов.                                                                    | .Дец.                                                                    | .Год.                                                                    |
| --- | ------------------------------------------------------------------------ | ------------------------------------------------------------------------ | ------------------------------------------------------------------------ | ------------------------------------------------------------------------ | ------------------------------------------------------------------------ | ------------------------------------------------------------------------ | ------------------------------------------------------------------------ | ------------------------------------------------------------------------ | ------------------------------------------------------------------------ | ------------------------------------------------------------------------ | ------------------------------------------------------------------------ | ------------------------------------------------------------------------ | ------------------------------------------------------------------------ |
| Апсолутни максимум, °C (°F) | 11,8 (53,2)                                                              | 15,8 (60,4)                                                              | 20,8 (69,4)                                                              | 26,2 (79,2)                                                              | 28,5 (83,3)                                                              | 32,7 (90,9)                                                              | 33,0 (91,4)                                                              | 33,8 (92,8)                                                              | 29,8 (85,6)                                                              | 23,2 (73,8)                                                              | 16,6 (61,9)                                                              | 12,8 (55)                                                                | 33,8 (92,8)                                                              |
| Максимум, °C (°F) | 3,4 (38,1)                                                               | 3,6 (38,5)                                                               | 6,5 (43,7)                                                               | 11,8 (53,2)                                                              | 16,7 (62,1)                                                              | 19,6 (67,3)                                                              | 22,2 (72)                                                                | 21,8 (71,2)                                                              | 17,5 (63,5)                                                              | 12,6 (54,7)                                                              | 7,6 (45,7)                                                               | 4,4 (39,9)                                                               | 12,3 (54,1)                                                              |
| Просек, °C (°F) | 1,4 (34,5)                                                               | 1,4 (34,5)                                                               | 3,5 (38,3)                                                               | 7,7 (45,9)                                                               | 12,5 (54,5)                                                              | 15,6 (60,1)                                                              | 18,1 (64,6)                                                              | 17,7 (63,9)                                                              | 13,9 (57)                                                                | 9,8 (49,6)                                                               | 5,5 (41,9)                                                               | 2,5 (36,5)                                                               | 9,1 (48,4)                                                               |
| Минимум, °C (°F) | −0,7 (30,7)                                                              | −0,8 (30,6)                                                              | 0,7 (33,3)                                                               | 4,2 (39,6)                                                               | 8,6 (47,5)                                                               | 11,9 (53,4)                                                              | 14,3 (57,7)                                                              | 14,1 (57,4)                                                              | 10,8 (51,4)                                                              | 7,1 (44,8)                                                               | 3,3 (37,9)                                                               | 0,5 (32,9)                                                               | 6,2 (43,2)                                                               |
| Апсолутни минимум, °C (°F) | −26,3 (−15,3)                                                            | −20,0 (−4)                                                               | −18,5 (−1,3)                                                             | −8,8 (16,2)                                                              | −3,4 (25,9)                                                              | 1,0 (33,8)                                                               | 0,7 (33,3)                                                               | 0,6 (33,1)                                                               | −3,2 (26,2)                                                              | −7,0 (19,4)                                                              | −15,2 (4,6)                                                              | −16,0 (3,2)                                                              | −26,3 (−15,3)                                                            |
| Количина падавина, mm (in) | 53,0 (2,087)                                                             | 36,9 (1,453)                                                             | 42,3 (1,665)                                                             | 35,8 (1,409)                                                             | 47,2 (1,858)                                                             | 63,9 (2,516)                                                             | 60,9 (2,398)                                                             | 67,5 (2,657)                                                             | 61,0 (2,402)                                                             | 63,3 (2,492)                                                             | 56,4 (2,22)                                                              | 57,4 (2,26)                                                              | 645,7 (25,421)                                                           |
| Дани са падавинама (≥ 0.1 mm) | 14,9                                                                     | 11,4                                                                     | 13,5                                                                     | 11,5                                                                     | 10,8                                                                     | 12,0                                                                     | 12,4                                                                     | 12,0                                                                     | 13,6                                                                     | 14,5                                                                     | 15,4                                                                     | 15,4                                                                     | 157,4                                                                    |
| Дани са снегом | 5,9                                                                      | 4,4                                                                      | 4,1                                                                      | 1,3                                                                      | 0,0                                                                      | 0,0                                                                      | 0,0                                                                      | 0,0                                                                      | 0,0                                                                      | 0,2                                                                      | 1,7                                                                      | 3,9                                                                      | 21,4                                                                     |
| Релативна влажност, % | 86                                                                       | 84                                                                       | 82                                                                       | 76                                                                       | 72                                                                       | 72                                                                       | 73                                                                       | 75                                                                       | 78                                                                       | 83                                                                       | 84                                                                       | 85                                                                       | 79                                                                       |
| Сунчани сати — месечни просек | 51,5                                                                     | 68,1                                                                     | 119,7                                                                    | 180,9                                                                    | 230,2                                                                    | 213,3                                                                    | 228,1                                                                    | 198,9                                                                    | 141,9                                                                    | 100,9                                                                    | 55,3                                                                     | 40,6                                                                     | 1.629,7                                                                  |
| UV индекс | 0                                                                        | 1                                                                        | 2                                                                        | 3                                                                        | 5                                                                        | 6                                                                        | 5                                                                        | 5                                                                        | 3                                                                        | 1                                                                        | 1                                                                        | 0                                                                        | 2,7                                                                      |
| Извор: DMI (precipitation days and snowy days 1971–2000, humidity 1961–1990), Meteo Climat (record highs and lows) and Weather Atlas |                                                                          |                                                                          |                                                                          |                                                                          |                                                                          |                                                                          |                                                                          |                                                                          |                                                                          |                                                                          |                                                                          |                                                                          |                                                                          |

## Историја

### Етимологија
Име Копенхагена (København на данском) одражава његово порекло као луке и места трговине. Изворни назив на старонордијском, из којег потиче дански језик, била је Kaupmannahǫfn [ˈkɔupˌmɑnːɑˌhɔvn] (упор. савремени исландски: Kaupmannahöfn [ˈkʰœipˌmanːaˌhœpn̥], фарски: Keypmannahavn), што значи 'трговачка лука'. У време када се говорио стародански, главни град се звао Køpmannæhafn, а садашње име потиче од векова накнадних редовних гласовних промена.
Енглески когнати оригиналног имена би били "chapman's haven" (трговчево уточиште). Енглеска реч chapman, немачка Kaufmann, холандска koopman, шведска köpman, данска købmand и исландска kaupmaður деле порекло од латинске речи caupo, што значи 'трговац'. Истог порекла је српска реч 'купац'. Међутим, енглески назив за град је прилагођен од његовог нисконемачког имена, Kopenhagen. Шведско име Копенхагена је Köpenhamn, директан превод међусобно разумљивог данског имена.
Латинско име града, Hafnia, је епоним елемента хафнијума.

### Рана историја
Иако најранији историјски записи о Копенхагену датирају од краја 12. века, недавни археолошки налази у вези са радом на градском метро систему открили су остатке велике трговачке виле у близини данашњег Конгенс Ниторва из око 1020. године. Ископавања у Пилестредеу су такође довела до открића бунара из касног 12. века. Остаци древне цркве, са гробовима који датирају из 11. века, откривени су у близини места где се Стрегет среће са Радхуспладсеном.
Ови налази указују на то да порекло Копенхагена као града сеже барем до 11. века. Значајни налази алата од кремена у области пружају доказе о људским насељима која датирају из каменог доба. Многи историчари верују да град датира из касног викиншког доба и да га је можда основао Свен Рашљобради. Природна лука и добре залихе харинге изгледа да су привлачиле рибаре и трговце у ово подручје на сезонској основи од 11. века, а трајније у 13. веку. Прва насеља су вероватно била усредсређена на Гамел Странд (дословно „стара обала") у 11. веку или чак раније.
Најранији писани помен града био је у 12. веку када је Саксо Граматикус у Геста Данорум назвао га Portus Mercatorum, што значи „Трговачка лука" или, на данском тог времена, Кебманахавн (Købmannahavn). Традиционално, оснивање Копенхагена се датира у време када је бискуп Абсалон изградио скромну тврђаву на малом острву Слотсхолмен 1167. године, где данас стоји палата Кристијансборг. Стога се 1167. године сматра годином оснивања Копенхагена. Изградња тврђаве била је одговор на нападе вендских гусара који су харали обалом током 12. века. Одбрамбени бедеми и ровови су завршени, а до 1177. године изграђена је црква Светог Клеменса. Напади Венда су се наставили, а након што су пљачкаши на крају уништили првобитну тврђаву, острвљани су је заменили дворцем у Копенхагену.
Повељом епископа Јакоба Ерландсена из 1254. Копенхаген и званично постаје град. Истовремено град је важно трговиште, па је и честа мета Ханзе. Међутим, Копенхаген постаје престоница Данске тек у 15. веку, уместо дотадашње престонице Роскилдеа.

### Средњи век
У 1186. години, писмо папе Урбана III наводи да су замак Хафн (Копенхаген) и околна земља, укључујући град Хафн, дати Абсалону, бискупу Роскилда (1158–1191) и надбискупу Лунда (1177–1201), од стране краља Валдемара I. Након Абсалонове смрти, имовина је требало да пређе у власништво Бискупије Роскилде. Око 1200. године, Црква Наше Госпе је изграђена на вишем терену североисточно од града, који је почео да се развија око ње.
Како је град постајао истакнутији, више пута је био нападнут од стране Ханзеатске лиге. У 1368. години, успешно је освојен током Другог данско-ханзеатског рата. Како је риболовна индустрија напредовала у Копенхагену, посебно у трговини харингом, град је почео да се шири на север од Слотсхолмена. У 1254. години, добио је повељу као град под бискупом Јакобом Ерландсеном који је добио подршку од локалних трговаца рибом против краља тако што им је доделио посебне привилегије. Средином 1330-их, објављена је прва процена земљишта града.
Са успостављањем Калмарске уније (1397–1523) између Данске, Норвешке и Шведске, до око 1416. године Копенхаген је постао главни град Данске када је Ерик Померански преместио своје седиште у дворац Копенхаген. Универзитет у Копенхагену је отворен 1. јуна 1479. године од стране краља Кристијана I, након одобрења папе Сикста IV. Ово га чини најстаријим универзитетом у Данској и једним од најстаријих у Европи. Првобитно под контролом Католичке цркве, улога универзитета у друштву је морала да се промени током Реформације у Данској касних 1530-их година.

### Нови век
У споровима пре Реформације 1536. године, град који је био веран Кристијану II, који је био католик, успешно је стављен под опсаду 1523. године од стране снага Фредерика I, који је подржавао лутеранство. Копенхагенске одбране су ојачане низом кула дуж градског зида. После дуже опсаде од јула 1535. до јула 1536. године, током које је град подржавао савез Кристијана II са Малмеом и Либеком, коначно је био приморан да капитулира пред Кристијаном III. Током друге половине века, град је напредовао од повећане трговине широм Балтика уз подршку холандског бродарства. Кристофер Валкендорф, високи државник, бранио је интересе града и допринео његовом развоју. Холандија је такође постала првенствено протестантска, као и северне немачке државе.
Током владавине Кристијана IV између 1588. и 1648. године, Копенхаген је доживео драматичан раст као град. На његову иницијативу почетком 17. века, завршене су две важне зграде на Слотсхолмену: Тојхус Арсенал и Берзен, берза. Да би се подстакла међународна трговина, основана је Источноиндијска компанија 1616. године. Источно од града, инспирисан холандским планирањем, краљ је развио округ Кристијансхавн са каналима и бедемима. Првобитно је замишљен као утврђени трговачки центар, али је на крају постао део Копенхагена. Кристијан IV је такође спонзорисао низ амбициозних грађевинских пројеката, укључујући дворац Розенборг и Округли торањ. У периоду 1658–1659, град је издржао опсаду Швеђана под Карлом X и успешно одбио велики напад.
До 1661. године, Копенхаген је потврдио свој положај главног града Данске и Норвешке. Све главне институције су се тамо налазиле, као и флота и већина војске. Одбрана је додатно побољшана завршетком Цитаделе 1664. године и проширењем Кристијансхавнс Волда са његовим бастионима 1692. године, што је довело до стварања нове базе за флоту у Нихолму.
Копенхаген је изгубио око 22.000 од своје популације од 65.000 због куге 1711. године. Град су такође погодила два велика пожара која су уништила велики део његове инфраструктуре. Копенхагенски пожар 1728. био је највећи у историји Копенхагена. Почео је увече 20. октобра и наставио да гори до јутра 23. октобра, уништивши приближно 28% града, оставивши око 20% становништва без крова над главом. Не мање од 47% средњовековног дела града је потпуно изгубљено. Заједно са пожаром из 1795. године, то је главни разлог зашто се у модерном граду може пронаћи мало трагова старог града.
Уследила је значајна обнова. Године 1733. започели су радови на краљевској резиденцији дворца Кристијансборг, који је завршен 1745. године. Године 1749. започет је развој престижног округа Фредериксстаден. Пројектован од стране Николаја Ајгтведа у рококо стилу, његов центар је садржао виле које сада чине дворац Амалиенборг. Предузета су велика проширења поморске базе Холмен, док је културни значај града побољшан Краљевским позориштем и Краљевском академијом лепих уметности.
У другој половини 18. века, Копенхаген је имао користи од данске неутралности током ратова између главних европских сила, што му је омогућило да игра важну улогу у трговини између држава око Балтичког мора. Након што је Кристијансборг уништен у пожару 1794. године, а други пожар проузроковао озбиљну штету граду 1795. године, започели су радови на класичном копенхагенском обележју Хојбро Пладс, док су Ниторв и Гамел Торв спојени.
Дана 2. априла 1801. године, британска флота под командом адмирала Сер Хајд Паркера напала је и поразила неутралну данско-норвешку флоту усидрену у близини Копенхагена. Вице-адмирал Хорацио Нелсон предводио је главни напад. Он је чувено одбио Паркерово наређење за повлачење, уништивши многе данско-норвешке бродове пре него што је договорено примирје. Копенхаген се често сматра Нелсоновом најтежом битком, надмашујући чак и тешке борбе код Трафалгара. Управо током ове битке је речено да је Лорд Нелсон "ставио телескоп на слепо око" како не би видео сигнал адмирала Паркера за прекид ватре.
Друга битка код Копенхагена (или бомбардовање Копенхагена) (16. август - 5. септембар 1807) била је из британске перспективе превентивни напад на Копенхаген, циљањем цивилног становништва са идејом да поново заплени данско-норвешку флоту. Али из данске перспективе, битка је била терористичко бомбардовање њихове престонице. Посебно је била приметна употреба запаљивих ракета Конгрив (које садрже фосфор, који се не може угасити водом) које су насумично погађале град. Мало кућа са сламнатим крововима остало је после бомбардовања. Највећа црква, Вор Фруе Кирке, уништена је морском артиљеријом. Неколико историчара сматра ову битку првим терористичким нападом на велики европски град у модерно доба.
Британци су искрцали 30.000 људи, опколили Копенхаген и напад се наставио наредна три дана, убивши око 2.000 цивила и уништивши већи део града. Разарање је било тако велико јер се Копенхаген ослањао на стару одбрамбену линију чији ограничени домет није могао досегнути британске бродове и њихову артиљерију већег домета.
Упркос катастрофама почетком 19. века, Копенхаген је доживео период интензивне културне креативности познат као данско златно доба. Сликарство је процветало под Ц.В. Екерсбергом и његовим ученицима, док су Ц.Ф. Хансен и Готлиб Биндесбол донели неокласични изглед архитектури града. Почетком 1850-их, бедеми града су отворени да би се омогућила изградња нових стамбених објеката око Језера (дански: Søerne) која су се граничила са старим одбрамбеним положајима на западу. До 1880-их, развили су се окрузи Нерребро и Вестербро како би прихватили оне који су дошли из провинција да учествују у индустријализацији града. Ово драматично повећање простора је дуго каснило, јер не само да су стари бедеми били застарели као одбрамбени систем, већ је и лошу санитацију у старом граду требало превазићи. Од 1886. године западни бедем (Вестволден) је поравнат, омогућавајући велика проширења луке која су довела до оснивања Слободне луке Копенхаген 1892-94. Електрична енергија је дошла 1892. године са електричним трамвајима 1897. године. Ширење становања на подручја изван старих бедема довело је до огромног повећања становништва. Године 1840. у Копенхагену је живело приближно 120.000 људи. До 1901. године имао је око 400.000 становника.

### Савремено доба
До почетка 20. века, Копенхаген је постао успешан индустријски и административни град. Са новом градском већницом и железничком станицом, његов центар је повучен према западу. Нова стамбена насеља расла су у Бренсхеју и Валбију, док је Фредериксберг постао енклава унутар града Копенхагена. Северни део Амагера и Валби такође су инкорпорирани у град Копенхаген 1901-02.
Као резултат неутралности Данске у Првом светском рату, Копенхаген је просперирао од трговине са Британијом и Немачком, док су градске одбране у потпуности попуњене са око 40.000 војника током целог рата.
Током 1920-их било је озбиљних несташица робе и стамбеног простора. Направљени су планови за рушење старог дела Кристијансхавна и уклањање најгорих градских сиротињских четврти. Међутим, тек 1930-их су уследили знатни стамбени развоји, са рушењем једне стране Торвегадеа у Кристијансхавну ради изградње пет великих стамбених блокова.
У Данској током Другог светског рата, Копенхаген су окупирале немачке трупе заједно са остатком земље од 9. априла 1940. до 4. маја 1945. Немачки вођа Адолф Хитлер се надао да ће Данска бити "узорни протекторат" и у почетку су нацистичке власти настојале да постигну споразум са данском владом. Парламентарни избори у Данској 1943. су такође одржани, са искљученом само Комунистичком партијом. Али у августу 1943, након слома сарадње владе са окупационим снагама, неколико бродова је потопљено у луци Копенхаген од стране Краљевске данске морнарице како би се спречило да их користе Немци. Отприлике у то време нацисти су почели да хапсе Јевреје, иако је већина успела да побегне у Шведску.
Године 1945. Оле Липман, вођа данског одељења Управе за специјалне операције, позвао је Краљевско ратно ваздухопловство Велике Британије да помогне њихове операције нападом на нацистичко седиште у Копенхагену. Сходно томе, ваздухопловни вице-маршал Сер Базил Ембри сачинио је планове за спектакуларни прецизни напад на зграду Зихерхајтсдинста и Гестапоа, бивше канцеларије компаније Шел Оил. Политички затвореници су чувани на тавану да би спречили ваздушни напад, тако да је РАФ морао да бомбардује доње нивое зграде.
Напад, познат као "Операција Картагина", дошао је 22. марта 1945. у три мала таласа. У првом таласу, свих шест авиона (који су носили по једну бомбу) погодили су свој циљ, али се један од авиона срушио у близини Женске школе Фредериксберг. Због овог пада, четири авиона у следећа два таласа претпоставила су да је школа војни циљ и усмерила своје бомбе ка школи, што је довело до смрти 123 цивила (од којих је 87 било школске деце). Међутим, 18 од 26 политичких затвореника у Шел згради успело је да побегне, док је архива Гестапоа потпуно уништена.
Дана 8. маја 1945. Копенхаген су званично ослободиле британске трупе под командом фелдмаршала Бернарда Монтгомерија, који је надзирао предају 30.000 Немаца размештених око главног града.
Убрзо након завршетка рата, 1947. године представљен је иновативни пројекат урбаног развоја познат као План прста, који подстиче стварање нових станова и предузећа испреплетених са великим зеленим површинама дуж пет „прстију" који се протежу од центра града дуж руте С-воза. Са ширењем државе благостања и уласком жена у радну снагу, широм града су основане школе, обданишта, спортски објекти и болнице. Као резултат студентских немира крајем 1960-их, бивше касарне Бадсмандстреде у Кристијансхавну су окупиране, што је довело до оснивања Слободног града Кристијаније у септембру 1971.
Моторни саобраћај у граду значајно је порастао, а 1972. трамваји су замењени аутобусима. Од 1960-их, на иницијативу младог архитекте Јана Гела, у центру града су створене пешачке улице и бициклистичке стазе. Активност у луци Копенхагена опала је затварањем поморске базе Холмен. Аеродром у Копенхагену добио је значајно проширење, поставши чвориште за нордијске земље. 1990-их су реализовани велики стамбени развоји у лучком подручју и на западу Амагера. Зграда националне библиотеке Црни дијамант на обали завршена је 1999. године.
- Црни дијамант
- Слободни град Кристијанија - улаз
- Мост Ересунд

Од лета 2000. године, Копенхаген и шведски град Малме повезани су мостом Ересунд, за железнички и друмски саобраћај. Као резултат тога, Копенхаген је постао центар већег метрополитанског подручја које се простире у обе држабе. Мост је довео до значајних промена у систему јавног превоза и довео до опсежне обнове Амагера. Развили су се градски услужни и трговински сектори, док је основан низ банкарских и финансијских институција. Образовне институције су такође добиле на значају, посебно Универзитет у Копенхагену са својих 35.000 студената. Још један важан развој за град био је метро у Копенхагену, железнички систем који је отворен 2002. године са додацима до 2007. године, превозећи око 54 милиона путника до 2011.
На културном плану, Опера у Копенхагену, поклон граду од бродског магната Мерска Мек-Кинија Мелера у име фондације А.П. Мелер, завршена је 2004. године.

## Становништво
Копенхаген је најнасељенији град у Данској и један од најнасељенијих у нордијским земљама. У статистичке сврхе, Статистика Данске сматра да се Град Копенхаген (Byen København) састоји од општине Копенхаген плус три суседне општине: Драгер, Фредериксберг и Тарнби.
Општина Копенхаген је убедљиво најнасељенија у земљи и једна од најнасељенијих нордијских општина са 644.431 становника (од 2022. године). Демографски бум је био у 1990-им и првим деценијама 21. века, углавном због имиграције у Данску. Према подацима из првог квартала 2022. године, 73,7% становништва општине било је данског порекла, дефинисано као да има бар једног родитеља који је рођен у Данској и има данско држављанство. Велики део преосталих 26,3% били су страног порекла, дефинисани као имигранти (20,3%) или потомци недавних имиграната (6%). Не постоје званичне статистике о етничким групама. Највеће стране групе су Пакистанци (1,3%), Турци (1,2%), Ирачани (1,1%), Немци (1,0%) и Пољаци (1,0%).
Према Статистици Данске, урбано подручје Копенхагена има 1.280.371 становника (од 1. јануара 2016). Урбано подручје се састоји од општина Копенхаген и Фредериксберг плус 16 од 20 општина бивших округа Копенхаген и Роскилде, иако само пет од њих делимично. Метрополитански Копенхаген има укупно 2.016.285 становника (од 2016. године). Подручје Метрополитанског Копенхагена дефинисано је планом прста. Од отварања моста Ересунд 2000. године, број путника између Селанда и Сканије у Шведској се значајно повећао, што је довело до ширег, интегрисаног подручја. Познат као регион Ересунд, има 4,1 милиона становника—од којих 2,7 милиона (август 2021.) живи у данском делу региона.
Већина (56,9%) оних који живе у Копенхагену су чланови Лутеранске цркве Данске, што је за 0,6% ниже него годину дана раније према подацима из 2019. године. Национална катедрала, Црква Госпе, једна је од десетина цркава у Копенхагену. У граду постоје и неколико других хришћанских заједница, од којих је највећа римокатоличка.
Стране миграције у Копенхаген, које су у порасту током последње три деценије, допринеле су повећању верске разноликости; Велика џамија у Копенхагену, прва у Данској, отворена је 2014. године. Ислам је друга по величини религија у Копенхагену, и чини приближно 10% становништва. Иако не постоје званичне статистике, значајан део процењених 175.000–200.000 муслимана у земљи живи у урбаном подручју Копенхагена, са највећом концентрацијом у Нерреброу и Вестегнену. У Данској такође има око 7.000 Јевреја, већина њих у подручју Копенхагена где постоји неколико синагога. Има чланство од 1.800 верника. Постоји дуга историја Јевреја у граду, а прва синагога у Копенхагену је изграђена 1684. године. Данас се историја Јевреја у Данској може истражити у Данском јеврејском музеју у Копенхагену.
Већ неколико година Копенхаген је високо рангиран у међународним анкетама за квалитет живота. Његова стабилна економија заједно са образовним услугама и нивоом социјалне сигурности чине га атрактивним како за локално становништво, тако и за посетиоце. Иако је један од најскупљих градова на свету, такође је и један од најпогоднијих за живот са својим јавним превозом, садржајима за бициклисте и еколошким политикама. У уздизању Копенхагена на "најпогоднији град за живот" у 2013. години, Моноцле је указао на његове отворене просторе, повећану активност на улицама, урбанистичко планирање у корист бициклиста и пешака, и карактеристике које подстичу становнике да уживају у градском животу са нагласком на заједницу, културу и кухињу. Други извори су високо рангирали Копенхаген за његово пословно окружење, приступачност, ресторане и еколошко планирање. Међутим, Копенхаген је 2012. године заузео тек 39. место по питању пријатељства према студентима. Упркос високом резултату за квалитет живота, његови резултати су били ниски за активност послодаваца и приступачност.

## Привреда
Копенхаген је „привредно срце" Данске. Град је и данас велика лука, а последњих деценијама посебно су се развиле делатности из области пословања, трговине и услуга. Све важније светске компаније имају своје испоставе или пословнице у Копенхагену.
Раније је Копенхаген био обележен низом великих индустријских компанија као што су Бурмајстер и Вајн (Burmeister & Wain) и Данск Сојакагефабрик (Dansk Sojakagefabrik). Копенхаген је такође био полазна тачка за опсежну мрежу компанија Карла Фредерика Титгена (Приватбанкен, Дет Сторе Нордиске Телеграфселскаб, Де Данске Спритфабрикер итд.). Од завршетка Другог светског рата, тешка индустрија је, слично одговарајућим тенденцијама у остатку Европе, премештена изван града или потпуно изван земље, а Копенхаген је у већој мери постао град знања.
Политички гледано, већина централне администрације се налази у Копенхагену, где већина министарстава има канцеларије на или у подручју око Слотсхолмена. Такође, већина агенција је смештена у подручју Копенхагена, што заједно са многим приватним радним местима заснованим на знању пружа високо специјализовано тржиште рада са многим пословима који захтевају високо образовање.
Подручје Копенхагена је дом неколико снажних пословних кластера у областима биотехнологије, чисте технологије, ИТ-а и бродарства. Кластери у биотехнологији и чистој технологији имају много преклапања, на пример у производњи биомасе. Оба кластера подржавају кластер организације за раст и промоцију индустрија. У биотехнологији је кластер организација Медикон Вали (Medicon Valley), а у чистој технологији/еколошкој технологији је новоосновани Копенхаген Клинтек Кластер (Cleantech Cluster). Кластери су добили већи фокус са регионално-политичке стране, јер кластери попут кластера чисте технологије покривају више од 350 компанија и око 30.000 радних места.
Неколико највећих данских компанија има седишта у градском подручју; посебно компаније у фармацеутској индустрији (Ново Нордиск, Лундбек, Феринг итд.) и бродарству (А.П. Мелер-Мерск, Торм, Д/С Норден, Ј. Лаурицен) су важне за економију овог подручја. Такође, неколико великих финансијских концерна заједно са Националном банком обележава централни Копенхаген, укључујући Данске Банк, Нордеа Банк Данмарк и Никредит. Карлсберг, ИСС и Скандинависк Тобакскомпани су друге велике компаније које имају седиште у подручју Копенхагена.
Према туристичкој организацији ХОРЕСТА, број хотелских ноћења у главном региону у 2018. години достигао је око девет милиона, што је око милион више него 2012. године. Већина страних туриста у Копенхагену и даље долази из Шведске, Норвешке и Немачке.
У Копенхагену постоји пет хотела са 5 звездица, укључујући Хотел Нимб у Тиволију и Хотел Скт. Петри у Индре Бију. Опсежна реновација 2012-2013. године чувеног Хотела Д'Англетер на Конгенс Ниторву учинила је овај хотел јединим хотелом са 6 звездица у Копенхагену.
Копенхаген има укупно 12 хотела са више од 300 соба и највећи хостел у Европи, Данхостел Копенхаген Сити на Калвебод Бригеу, са укупно 1020 лежајева. Највећи хотел у граду - и Скандинавији - је 75 метара висок Бела Скај Комвел у Ерестаду са укупно 812 соба распоређених у две куле. Радисон Блу Скандинавија Хотел на Ајландс Бригеу је са својих 86 метара и 26 спратова највиши хотел у Данској. 8 од 11 највећих хотела у Копенхагену је изграђено у 21. веку, док се Адмирал Хотел у Фредериксстадену, који је отворен 1978. године, налази у згради саграђеној 1787. године. Вреди поменути и Радисон Блу Ројал Хотел Арнеа Јакобсена из 1960. године. Налази се у центру код Вестерпорта.
Од 1990-их, крстарећи туризам је - као и у многим другим великим лукама у Европи и остатку света - значајно порастао у Копенхагену. У периоду 2005-2012. број пристајања се повећао за преко 100, а број путника се готово удвостручио како се тонажа повећавала. У луци Копенхаген, бродови за крстарење пристају у три различита - а од 2014. године четири - подручја: Лангелинијекај, Нордре Толдбод, Фрихавнен и Нордхавнен. У 2012. години, брод за крстарење је пристајао у луци Копенхаген 372 пута са укупно 840.000 путника, што је била најбоља сезона до сада у Копенхагену и остатку Данске. Тиме је Копенхаген постао највећа лука за крстарење у Скандинавији и друга по величини у северној Европи, одмах иза Саутемптона.
У области бродарства, активности су груписане у Данском Поморском Кластеру, који има центар у Копенхагену. То је један од водећих светских поморских кластера и чини 24% данског извоза и 10% укупне данске производње. Кластер као целина запошљава 80.000 људи директно у компанијама и 35.000 у повезаним занимањима, од којих се већина налази у великим бродарским компанијама у Копенхагену. Кластер има велики број партнера у образовању и истраживању, укључујући између осталих ЦБС, Универзитет у Копенхагену и ДТУ.
У области финансијског ИТ-а такође постоји пословни кластер. Док финансије и ИТ чине 5% опште запослености у Данској, тај број је 14% за регион главног града. Од 2009. године, организација Копенхаген Финанце ИТ Регион покушава да развије и задржи ову индустрију у региону. Један од изазова је да је 50% радних места у сектору изложено ризику од аутсорсинга, у поређењу са 25% за услужни сектор у целини. Кластер организација има низ партнера, укључујући ЦБС, Финансијски савет, Данск Метал и ДИ ИТЕК.
Строгет и Кобмагергаде су две највеће трговачке улице са највећим продавницама. На Гамелторву код Строгета налази се фонтана Каритас, која се сматра једним од најлепших споменика из ренесансе. У квартовима, главне улице попут Нореброгаде, Амагерброгаде и Остерброгаде од центра функционишу као традиционалне трговачке улице.
У централном Копенхагену се налазе робне куће Магасин ду Норд, Илум и Илумс Болигхус, док се шопинг центри налазе на различитим местима у граду, са Филдсом у Ерестаду, Сити 2 у Таструпу и Фискеторветом код Диболсброа као највећим. У централним квартовима, други центри укључују Амагер Центар, Фредериксберг Центар, Норебро Бајцентер и Спиндериет у Валбију, као и главну железничку станицу у Копенхагену и аеродром у Копенхагену који такође имају доста продавница. У предграђима се налазе Лингби Сторцентер, Глоструп Сторцентер и Родовре Центрум.

## Саобраћај
Шире подручје Копенхагена има веома добро успостављену саобраћајну инфраструктуру која га чини чвориштем у северној Европи. Аеродром Копенхаген, отворен 1925. године, највећи је аеродром у Скандинавији, смештен у Каструпу на острву Амагер. Повезан је са центром града метроом и услугама главне линије железнице. Рекордни месец са 2,2 милиона путника био је октобар 2013., а подаци из новембра 2013. откривају да се број путника повећава за око 3% годишње, што је око 50% више од европског просека.
Копенхаген има опсежну путну мрежу, укључујући ауто-путеве који повезују град са другим деловима Данске и са Шведском преко моста Ересунд. Аутомобил је и даље најпопуларнији облик превоза унутар самог града, представљајући две трећине свих пређених раздаљина. Међутим, ово може довести до озбиљних загушења у саобраћају у време највећих гужви. Воз Ересунд повезује Копенхаген са Малмеом 24 сата дневно, 7 дана у недељи. Копенхаген такође опслужује дневна трајектна веза до Осла у Норвешкој. У 2012. години, лука Копенхаген је примила 372 крузера и 840.000 путника.
Приближно половина путника у граду користи Копенхагенски С-воз, Копенхагенски метро и регионалне железничке мреже, док остатак користи аутобуске услуге. Станица Нерепорт у близини центра града опслужује путнике који путују главном железницом, С-возом, регионалним возом, метроом и аутобусом. Око 750.000 путника свакодневно користи средства јавног превоза.[271] Централна станица у Копенхагену је чвориште ДСБ железничке мреже која опслужује Данску и међународне дестинације.
Копенхагенски метро се значајно проширио отварањем линије М3 29. септембра 2019. Нова линија повезује све унутрашње општине града метроом, укључујући Централну станицу, и отвара 17 нових станица за становнике Копенхагена. Дана 28. марта 2020. отворено је 2,2 km (1,4 mi) продужетка линије М4 у луци. Крећући се од Централне станице у Копенхагену, ново проширење је огранак линије М3 Ситиринг до Естерпорта. Очекује се да ће се М4 Сидхавн огранак отворити 2024. године. Нове линије метроа су део градске стратегије да трансформише мобилност ка одрживим видовима превоза као што су јавни превоз и бициклизам, насупрот аутомобилизму.
Копенхаген урбани планери цитирају као пример за углед интеграције јавног превоза и урбаног развоја. У спровођењу свог плана Фингер, Копенхаген се сматра првим примером транзитне метрополе на свету, а подручја око станица С-воза попут Балерупа и Брендби Странда су међу најранијим примерима развоја оријентисаног на транзит.
Копенхаген је од 2015. године оцењен као један од градова са највећим бројем бициклиста на свету, са више бицикала него становника. У 2012. години око 36% свих запослених или студената који живе у граду ишло је бициклом на посао, у школу или на факултет. Са 1,27 милиона km које сваког радног дана пређу бициклисти Копенхагена (укључујући и становнике и дневне мигранте) и 75% становника Копенхагена који возе бицикл током целе године. Градске бициклистичке стазе су опсежне и добро се користе, са 400 километара (250 миља) бициклистичких трака које се не деле са аутомобилима или пешацима, а понекад имају сопствене системе сигнализације - дајући бициклистима предност од пар секунди за убрзање.

## Знаменитости града
Данашњи изглед града обликован је кључном улогом коју је имао као регионални центар вековима. Копенхаген има мноштво квартова, сваки са својим особеним карактером и представља свој период. Друге карактеристичне одлике Копенхагена укључују обиље воде, његове многе паркове и бициклистичке стазе које се протежу дуж већине улица.
Најстарији део старог градског језгра Копенхагена се често назива Миделалдербјен (Middelalderbyen - средњовековни град). Међутим, најкарактеристичнији округ града је Фредериксштаден, развијен током владавине Фредерика V. У центру се налази дворац Амалиенборг којим доминира купола Фредерикове цркве (или Мермерне цркве), а ту се налази и неколико елегантних рококо вила из 18. века. Унутрашњи град укључује Слотсхолмен, мало острво на којем се налази дворац Кристиансборг и Кристиансхавн са својим каналима. Берза на Слотсхолмену и дворац Фредериксборг у Хилереду су истакнути примери холандског ренесансног стила у Копенхагену. Око историјског центра града налази се појас пријатних стамбених квартова (Вестербро, Инер Неребро, Инер Естербро) који углавном датирају с краја 19. века. Изграђени су изван старих бедема када је граду коначно дозвољено да се прошири изван својих утврђења.
Понекад се назива "Градом торњева", Копенхаген је познат по својој хоризонталној панорами, прекинутој само торњевима и кулама својих цркава и замкова. Најкарактеристичнији од свих је барокни торањ Цркве нашег Спаситеља са својим сужавајућим спољним спиралним степеништем којим посетиоци могу да се попну до врха. Други важни торњеви су они дворца Кристиансборг, Градске већнице и бивше цркве Св. Николаја која сада служи као модерни уметнички простор. Не толико високи су ренесансни торњеви дворца Розенборг и "змајев торањ" бивше берзе Кристијана IV, тако назван јер подсећа на испреплетене репове четири змаја.
Копенхаген је глобално признат као пример најбоље праксе урбанистичког планирања. Његов просперитетни мешовити градски центар дефинисан је упечатљивом савременом архитектуром, атрактивним јавним просторима и обиљем људских активности. Ови дизајнерски исходи су намерно постигнути пажљивим просторним планирањем у другој половини 20. века.
Последњих година у Копенхагену је дошло до процвата модерне архитектуре како за данску архитектуру тако и за дела међународних архитеката. Неколико стотина година, практично ниједан страни архитекта није радио у Копенхагену, али од преласка у нови миленијум, град и његова непосредна околина су видели зграде и пројекте које су дизајнирали врхунски међународни архитекти. Британски дизајнерски часопис Монокл прогласио је Копенхаген за најбољи дизајнерски град на свету 2008. године.
Урбани развој Копенхагена у првој половини 20. века био је под снажним утицајем индустријализације. После Другог светског рата, општина Копенхаген је усвојила фордизам и пренаменила свој средњовековни центар како би олакшала приватну аутомобилску инфраструктуру као одговор на иновације у транспорту, трговини и комуникацији. Просторно планирање Копенхагена у овом временском оквиру карактерисало је раздвајање начина коришћења земљишта: приступ који захтева да становници путују аутомобилом да би приступили објектима различитих намена.
Процват урбаног развоја и модерне архитектуре донео је неке промене у панорами града. Политичка већина је одлучила да историјски центар задржи без високих зграда, али неколико области ће видети или су већ доживеле масиван урбани развој. Ерестад је део града у коме се види нејвише новог развоја. Налази се у близини аеродрома у Копенхагену, тренутно се може похвалити једним од највећих тржних центара у Скандинавији и разним пословним и стамбеним зградама, као и ИТ универзитетом и средњом школом.

## Збирка слика
- Градска кућа
- Краљевска палата — Амалиенборг
- Парламент Данске у палати Кристијансборг
- Дворац Розенборг
- Улазак у главну пешачку улицу Строгет
- Музеј лепих уметности
- Копенхаген ноћу
- Улица Магстреде
- Палата Фредериксберг
- Спалионица отпада Амагер

## Партнерски градови
- Кијев[133]
- Марсеј[134]
- Пекинг[135]